# Thermolabiles Hämolysin
Thermolabils Hämolysin ist ein Protein aus verschiedenen Vibrio parahaemolyticus und ein mikrobielles Exotoxin.

## Eigenschaften
Das thermolabile Hämolysin (TLH) ist ein Hämolysin. In V. parahaemolyticus wird daneben noch das thermostabile direkte Hämolysin (TDH) gebildet. Es ist eine Phospholipase, die beide Fettsäuregruppen von Phospholipiden hydrolysieren kann, z. B. Phosphatidylcholin (PC) zu Lysophosphatidylcholin (LPC) und dann weiter zu Glycerophosphorylcholin (GPC). Dadurch wird die Zellmembran teilweise aufgelöst.